# العلاقات التشادية الزامبية
العلاقات التشادية الزامبية هي العلاقات الثنائية التي تجمع بين تشاد وزامبيا.

## مقارنة بين البلدين
هذه مقارنة عامة ومرجعية للدولتين:
| وجه المقارنة                                              | تشاد                      | زامبيا                         |
| --------------------------------------------------------- | ------------------------- | ------------------------------ |
| المساحة (كم2)                                             | 1.28 مليون                | 752.62 ألف                     |
| عدد السكان (نسمة)                                         | 15.23 مليون               | 17.09 مليون                    |
| الكثافة السكانية (ن./كم²)                                 | 11.9                      | 22.71                          |
| العاصمة                                                   | انجمينا                   | لوساكا                         |
| اللغة الرسمية                                             | لغة فرنسية، اللغة العربية | لغة إنجليزية                   |
| العملة                                                    | فرنك وسط أفريقي           | كواشا زامبي، كواشا زامبي قديم ‏ |
| الناتج المحلي الإجمالي (بليون دولار)                      | 9.98 مليار                | 25.81 مليار                    |
| الناتج المحلي الإجمالي (تعادل القوة الشرائية) بليون دولار | 30.54 مليار               | 62.18 مليار                    |
| الناتج المحلي الإجمالي الاسمي للفرد دولار أمريكي          | 775                       | 1.30 ألف                       |
| الناتج المحلي الإجمالي للفرد دولار أمريكي                 | 2.18 ألف                  | 3.90 ألف                       |
| مؤشر التنمية البشرية                                      | 0.392                     | 0.586                          |
| رمز المكالمات الدولي                                      | +235                      | +260                           |
| رمز الإنترنت                                              | .td                       | .zm                            |
| المنطقة الزمنية                                           | ت ع م+01:00               | ت ع م+02:00                    |

## منظمات دولية مشتركة
يشترك البلدان في عضوية مجموعة من المنظمات الدولية، منها:
| علم المنظمة | اسم المنظمة                                 | تاريخ انضمام تشاد | تاريخ انضمام زامبيا |
| ----------- | ------------------------------------------- | ----------------- | ------------------- |
|             | الاتحاد البريدي العالمي                     | ?                 | ?                   |
|             | يونسكو                                      | 19 ديسمبر 1960    | 9 نوفمبر 1964       |
|             | البنك الدولي للإنشاء والتعمير               | 10 يوليو 1963     | 23 سبتمبر 1965      |
|             | منظمة التجارة العالمية                      | ?                 | ?                   |
|             | وكالة ضمان الاستثمار متعدد الأطراف          | 11 يونيو 2002     | 6 يونيو 1988        |
|             | البنك الإفريقي للتنمية                      | ?                 | ?                   |
|             | الاتحاد الدولي للاتصالات                    | 25 نوفمبر 1960    | 23 أغسطس 1965       |
|             | منظمة الشرطة الجنائية الدولية               | ?                 | ?                   |
|             | مؤسسة التمويل الدولية                       | 2 أبريل 1998      | 23 سبتمبر 1965      |
|             | الأمم المتحدة                               | 20 سبتمبر 1960    | 1 ديسمبر 1964       |
|             | الاتحاد الأفريقي                            | ?                 | ?                   |
|             | مجموعة دول أفريقيا والكاريبي والمحيط الهادئ | ?                 | ?                   |
|             | مؤسسة التنمية الدولية                       | 7 نوفمبر 1963     | 23 سبتمبر 1965      |
|             | منظمة حظر الأسلحة الكيميائية                | ?                 | ?                   |
|             | المركز الدولي لتسوية المنازعات الاستشارية   | 14 أكتوبر 1966    | 17 يوليو 1970       |